# 新城镇 (桦川县)
新城镇，是中华人民共和国黑龙江省佳木斯市桦川县下辖的一个乡镇级行政单位。

## 行政区划
新城镇下辖以下地区：
爱国村、永红村、四合村、彻胜村、仁发村、前进村、新华村、玉丰村、同力村、古城村、宏伟村、协胜村、东宝山村、西宝山村、七星村、中伏村、乌龙村、中胜村和东方村。